# Paraxiopsis austrinus
Paraxiopsis austrinus är en kräftdjursart som först beskrevs av Sakai 1994.  Paraxiopsis austrinus ingår i släktet Paraxiopsis och familjen Axiidae. Inga underarter finns listade i Catalogue of Life.